# Bogusław Kopkowski
Bogusław Kopkowski (ur. 17 stycznia 1970) – polski lekkoatleta specjalizujący się w skoku o tyczce. Reprezentant Zawiszy Bydgoszcz.

## Osiągnięcia
Dwukrotny mistrz kraju – raz na stadionie (1993) i raz w hali (1994).

## Rekordy życiowe
Swój rekord życiowy (5,40 m) ustanowił 1 czerwca 1994 w Grudziądzu.